# Бриловский Завод
Бриловский Завод — упразднённая деревня в Ельниковском районе Мордовии. Входила в состав Новоямского сельского поселения. Исключена из учётных данных в 2011 году.

## География
Располагалась на правом берегу реки Нулуй, на противоположном берегу от деревни Октябрь.

## История
В «Списке населённых мест Пензенской губернии за 1869» Бриловский Завод (владельческая деревня из 25 дворов Краснослободского уезда.

## Население
| 2002 | 2010 |
| ---- | ---- |
| 4    | ↘0   |

Национальный состав
Согласно результатам Всероссийской переписи населения 2002 года, в национальной структуре населения русские составляли 100 %.